# Albertano de Bréscia
Albertano de Bréscia (ca. 1195 - 1251 ou depois) foi um jurista e erudito italiano autor de tratados sociais e sermões em latim.

## Vida
Albertino nasceu em ca. 1190. Teve uma vida política e profissional ativa em Bréscia na primeira metade do século XIII e sabe-se muito sobre sua vida através de suas aparições em documentos oficiais (como testemunha) e por seus escritos. Causídico ou intermediário legal, talvez com poderes judiciais, por seu prestígio foi chamado para representar politicamente sua comuna. Por mais de uma vez ajudou seu compatriota Emanuel de Madiis quando o último foi a Gênova como podestà. Em 1238, recebeu a função de capitão da Fortaleza de Gavardo para defendê-la das tropas do imperador Frederico II na luta da Liga Lombarda contra a campanha imperial ao norte da Itália. Perdeu, mas não sem manter intensa defesa contra o cerco das tropas imperiais. Foi preso por Frederico em Cremona.

## Obra
Foi autor de três tratados sobre didática e cinco sermões - petições ditas diante de seus companheiros causídicos em reuniões de sua confraternidade - em latim. Pode ter sido o primeiro a reunir os 12 livros das Várias de Cassiodoro. Suas obras tornaram-se famosas imediatamente após sua criação e podiam ser encontradas por toda Europa (há mais de 320 manuscritos em latim conhecidos), com suas obras sendo lidas e copiadas até a eminência da Reforma Protestante do século XVI. A primeira e maior de suas obras foi De amore et dilectione Dei et proximi et aliarum return et de forma vitae, concluído quando estava preso em 1238. Nela, estabelece sua noção de que a transformação social seria alcançava através do compromisso pessoal voluntário para um "governo", uma ideia que permearia todos os seus escritos subsequentes.
Em 1243, discursou um sermão em Gênova que serviu de protótipo para seu De doctrina dicendi et tacendi de 1245. Foi estruturada segundo as circunstâncias retóricas da tradição clássica e nele examina o uso do discurso falado como meio ao empoderamento social. Um último tratado, Liber consolationis et consilii de 1246, denuncia a ameaça decorrente da vendeta urbana e afirma que a mudança social é alcançável pelo desenvolvimento da moral pessoal. Suas últimas obras compreendem quatro sermões ditos a sua confraternidade legal em Bréscia em ou cerca de 1250 nos quais desenvolve e reitera temas de suas obras principais. Para compor seus textos usou Sêneca, Cícero, Justiniano, Catão, o Velho, Godofredo de Winchester e a Bíblia, bem como parece ter sido o primeiro a usar textos do convertido Pedro Alfonso.